# Stadt Wehlen
« Wehlen » redirige ici. Pour les autres significations, voir Emmy Wehlen.
Stadt Wehlen est une ville de Saxe (Allemagne), située dans l'arrondissement de Suisse-Saxonne-Monts-Métallifères-de-l'Est, dans le district de Dresde.